# Sergio Contreras Pardo
Sergio Contreras Pardo ou Koke (Málaga, 27 de Abril de 1983) é um futebolista profissional espanhol que atua no NorthEast United.
Representou o Sporting Clube de Portugal de Dezembro de 2005 a Maio de 2006.
Desde que começou a carreira de profissional de futebol em 2002/03, este avançado já jogou no Málaga, Málaga B e Marselha. Na sua estreia com a camisola do Sporting em jogos oficiais, marcou um golo. No seu jogo de estreia para a Liga marcou dois golos. No Verão de 2006 transferiu-se para o clube grego Aris. Depois de uma passagem pelo Houston Dynamo dos Estados Unidos, Koke regressou ao seu país natal para representar o Rayo Vallecano, onde ficou até 2012 e se transferiu para o Bakı.
Em maio de 2023, foi condenado a seis anos de prisão depois de admitir que liderou uma rede de tráfico de drogas.

## Títulos
Málaga
- Taça Intertoto da UEFA: 2002

Bacu
- Copa do Azerbaijão: 2011-12